# Ritratto di Agostino Barbarigo
Ritratto di Agostino Barbarigo è un dipinto realizzato nel 1571-72 da Paolo Caliari detto il Veronese.
Il soggetto effigiato è Agostino Barbarigo, ammiraglio della flotta veneziana a Lepanto. Nella celeberrima battaglia navale il Barbarigo trovò la morte trafitto da una freccia, evento cui allude il dardo che nel quadro l'ammiraglio veneziano ha in mano. Il dipinto è conservato a Cleveland, al Cleveland Museum of Art.